# Rigaer Stausee
Der Rigaer Stausee ist ein künstlicher See in Lettland im Unterlauf des Flusses Düna, 35 km von der Flussmündung entfernt. Der Stausee wurde zwischen 1966 und 1974 zwecks der Wasserversorgung von Riga erbaut. Er hat eine Fläche von bis zu 42,3 km² und ein Volumen von bis zu 339 Mio. Kubikmetern.

## Beschreibung
Der See beginnt im Lejasdaugava-Tal, sein unterer Teil befindet sich in der Ropazi-Ebene. Die Flüsse Ogre, Ķilupe, Kausupe, Līčupe und Raģupīte münden in den Wasserspeicher.
Dämme und Uferbauten wurden durch den Bau eines 27 km langen Stausees errichtet, der die Spitze des trockenen Flusses Daugava beschädigte. Das Wasserreservoir wurde mit der Ostspitze der Dole-Insel, mehreren umliegenden Inseln (Martinsala, Nulpe) und Stromschnellen über der Dole-Insel überschwemmt. Im langlebigen Teil des Daugava-Tals wurden mehrere archäologische Denkmäler (Siedlungsstätten, alte Grabstätten) zerstört. Durch den steigenden Wasserstand entstanden fünf neue Inseln mit einer Gesamtfläche von rund 200 ha. Die größte ist die Tote Insel auf der ehemaligen Halbinsel zwischen Daugmali und Saulkalni. Auf einer der neuen Inseln gegenüber von Ikšķile befinden sich die Ruinen der St. Meinardskirche.